# Artgerechte Haltung

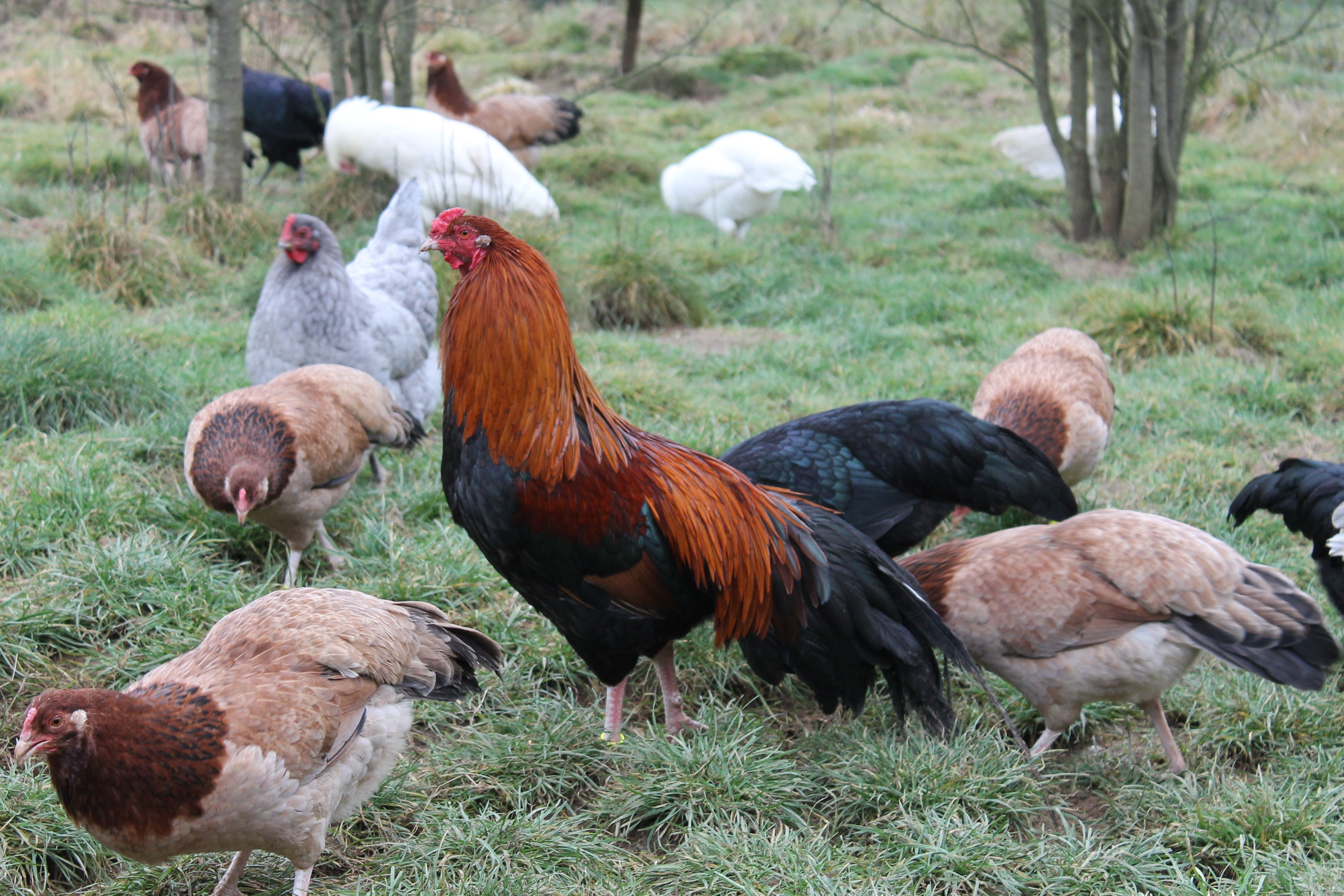
Hühner im Freiland

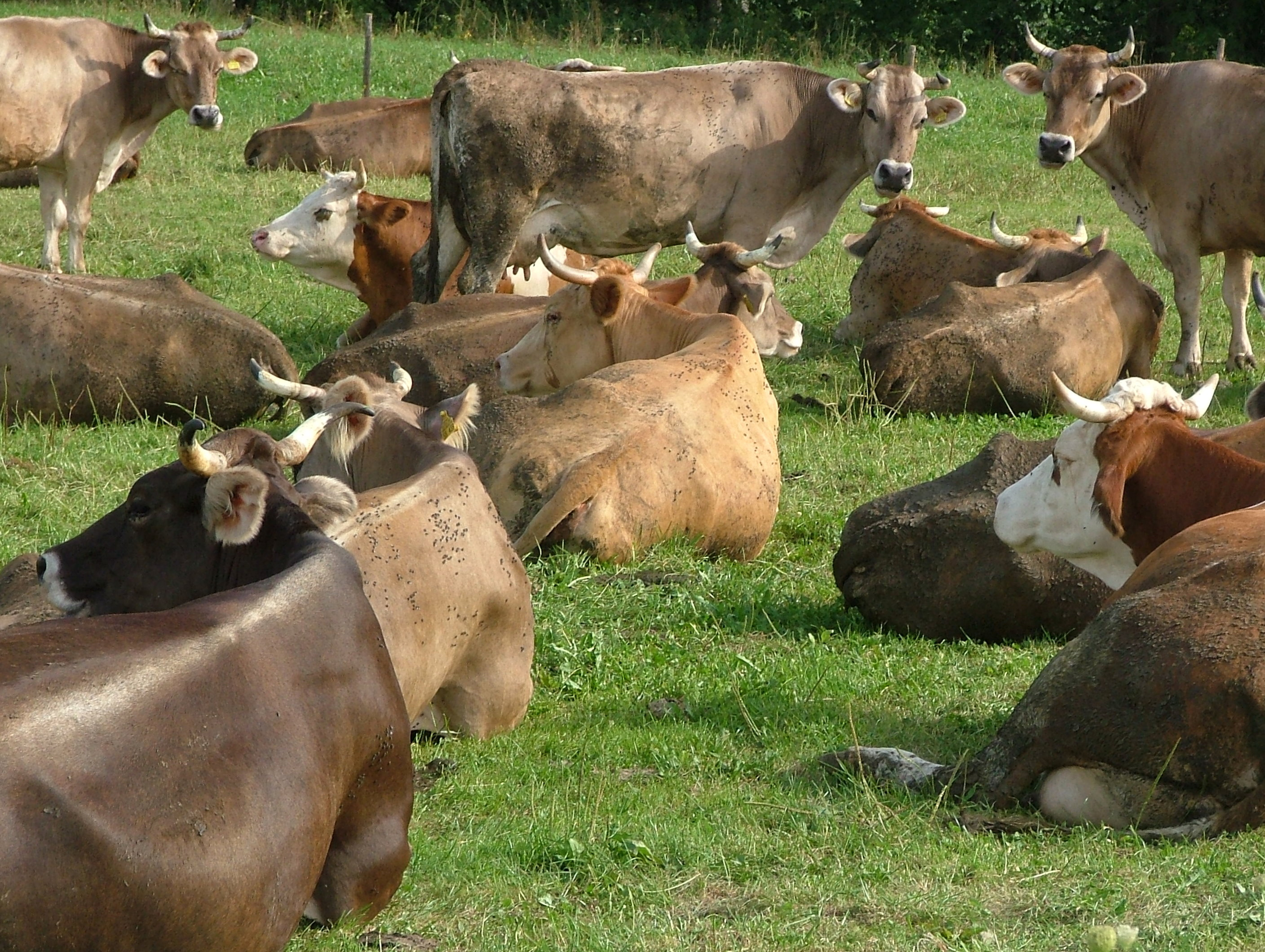
Rinderherde im Freiland

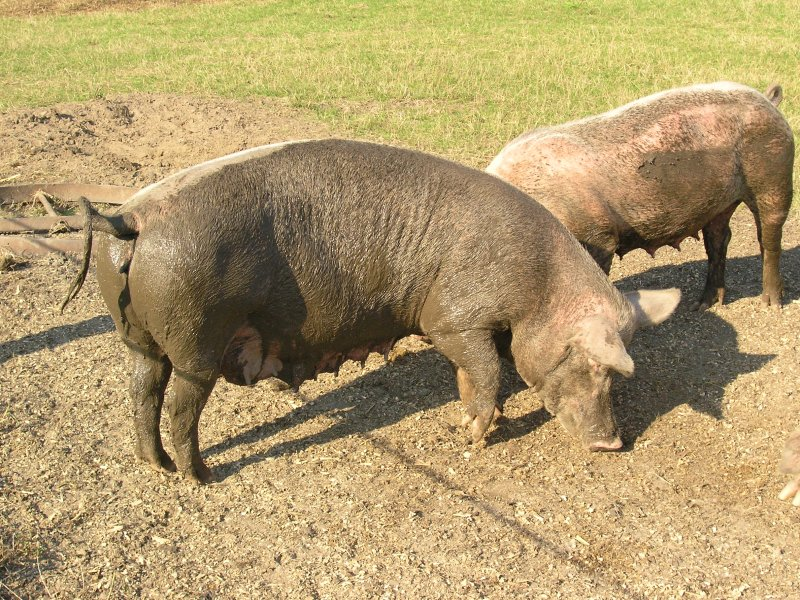
Schweine auf einer Weide

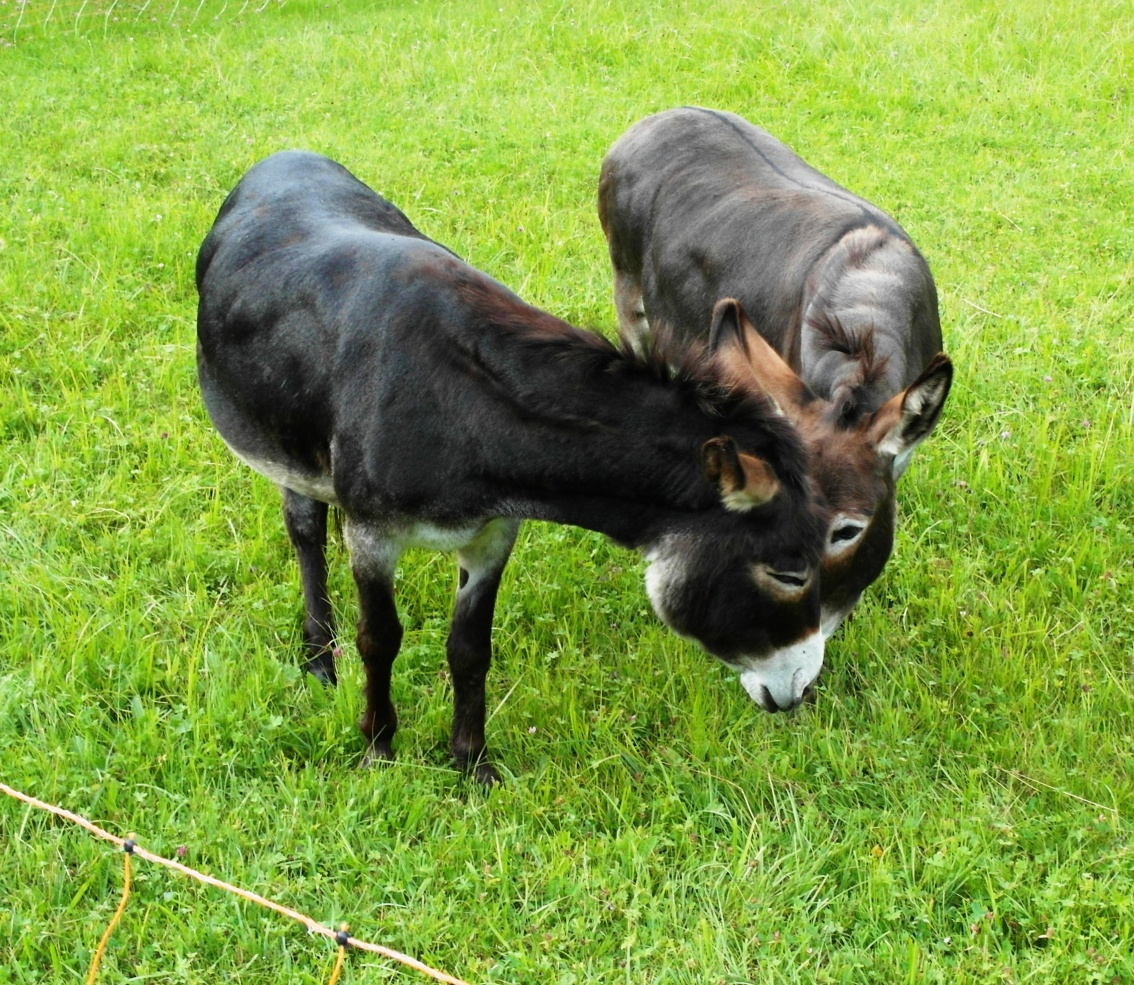
Zwei Esel auf einer Weide

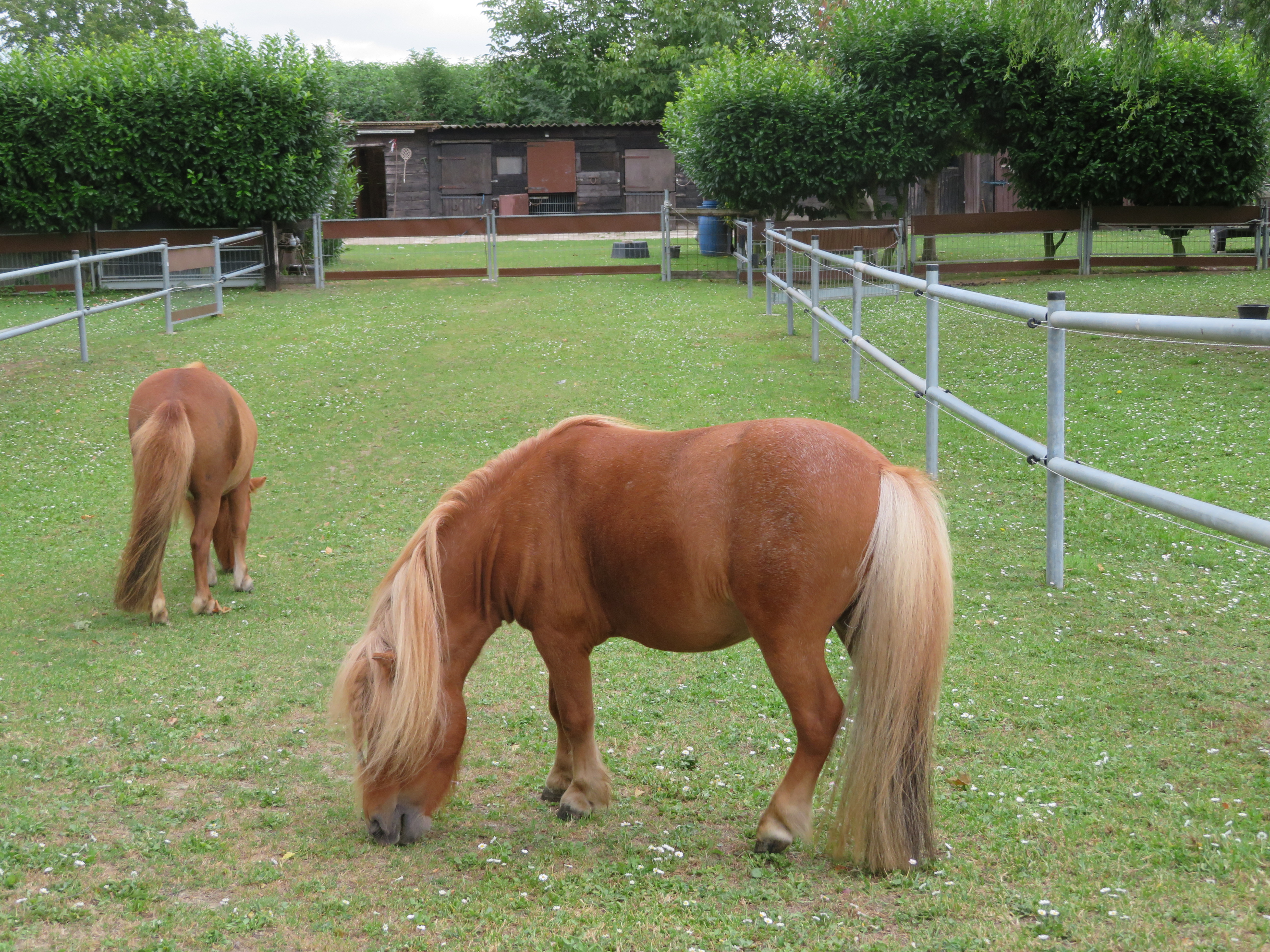
Pferde auf der Koppel mit Stall als Nässeschutz bei anhaltendem Regen und Sturm

Artgerechte Haltung bezeichnet Formen der Tierhaltung, die so gut es geht die natürlichen Lebensbedingungen der Tiere nachahmt und dabei auch die angeborenen Verhaltensweisen berücksichtigt. Die Bezeichnung „artgerecht“ hat dabei keine einheitliche Definition, wird jedoch vor allem zur Vermarktung von Tierprodukten verwendet (als Gegensatz zur Massentierhaltung). Bei der Tiergerechtheit dagegen wird versucht, auf alle Bedürfnisse der individuellen Tiere Rücksicht zu nehmen.

## Historisches
Der Entstehungsgeschichte der Bezeichnung artgerechten Tierhaltung steht im Zusammenhang mit der Bezeichnung artgemäß, die 1972 in das Deutsche Tierschutzrecht eingeführt wurde. Das Bundesministerium für Landwirtschaft und Forsten wählte die Bezeichnung damals, um rechtliche Mindestanforderungen an die agrarische Tierhaltung zu legitimieren. Im rechtlichen Kontext entwickelte die Bezeichnung einen normativen Charakter. Die Verhaltensbiologie und die Veterinärmedizin werden befragt, ob eine Haltungsform im Sinne der artgemäßen Tierhaltung tierschutzkonform ist. Urteile der artgemäßen / artgerechten Tierhaltung nehmen bis heute nicht auf Ansätze der angewandten Ethik Bezug, und die Bewerbung eines Produktes als „artgerecht“ sollte daher nicht mit einem profunden ethischen Urteil verwechselt werden.

## Domestizierte Tiere
Viele Haus- und Nutztiere sind durch ihre Domestikation nicht mehr in der Lage, sich in ihrer natürlichen Umgebung selbst zu versorgen oder fortzupflanzen, da sie ja speziell gezüchtet wurden, um wirtschaftliche oder sonstige Ansprüche des Menschen zu erfüllen. Trotzdem haben sich Tiere viele natürliche Verhaltensweisen, wie ihren Bewegungsdrang, den Jagdinstinkt oder das Bedürfnis, sich zu verstecken, erhalten und sollten diese in der artgerechten Haltung ausleben können. Es gibt Hinweise darauf, dass sich durch die Steigerung des Wohls der Tiere auch für den Halter und die Konsumenten Vorteile ergeben, indem die Qualität der tierischen Produkte zunimmt. Allgemein wird angenommen, dass artgerecht gehaltene Tiere lebhafter, gesünder, weniger anfällig für Stress und friedfertiger im gegenseitigen Umgang sind.

## Situation bei Versuchstieren
Die Haltung von Tieren für Tierversuche wird in der EU auch durch die Richtlinie 2010/63/EU und in Deutschland durch ein Gesetz geregelt. Die deutsche Vorschrift empfiehlt eine angemessene Unterbringung und Umgebung, Mindestanforderung an Bewegungsfreiheit sowie Futter und Pflege. Zur sinnvollen Haltung von Versuchstieren gehört auch eine sozial, sensorisch und psychisch anregende Umgebung. Bei den häufig verwendeten Ratten bedeutet dies beispielsweise, dass Gruppenhaltung zu bevorzugen ist und man ihnen Nestbaumaterial im Käfig zur Verfügung stellt. Eine artgerechte Haltung der Versuchstiere ist meist versuchsbedingt nicht gegeben. Vorschriften dafür existieren ebenfalls nicht. Es handelt sich dabei um Haltungsempfehlungen, die der Tierschutz erarbeitet hat und die von der EU veröffentlicht werden.

## Situation bei Legehennen
Die Richtlinie 1999/74/EG (2012 Umsetzung in nationales Recht) schreibt in den Mitgliedsstaaten der Europäischen Union drei Haltungssysteme vor:
1. ausgestaltete Käfige mit einem Flächenangebot von mindestens 750 cm² pro Tier;
2. nicht ausgestaltete Käfige mit einem Flächenangebot von mindestens 550 cm² pro Tier (seit 1. Januar 2012 verboten);
3. käfiglose Systeme mit Legenestern (mindestens ein Nest für je 7 Hennen) und geeignete Sitzstangen (Besatzdichte max. 9 Legehennen je m²).

Generell müssen in jeder Haltung Legenester, Sitzstangen mit einem Platzangebot von 15 cm je Henne, Einstreu zum Picken und Scharren vorhanden sein. Hennen müssen uneingeschränkten Zugang zu Futtertrögen haben, wobei jeder Henne im Käfig mindestens 12 cm Futterplatz zur Verfügung stehen muss.

## Wirtschaftliche Aspekte
Artgerechte Tierhaltung findet vor allem in der ökologischen Landwirtschaft Anwendung und wird in der konventionellen Tierhaltung durch einige Tierwohllabel zertifiziert.
Trotz höherer Preise erzielen Bauern, welche Nutztiere artgerecht halten, teilweise geringere Gewinne als Bauern, die Tiere konventionell halten. Dies liegt zum einen an der Mentalität sowie den Gewohnheiten vieler Verbraucher, welche oftmals nicht bereit sind, für Produkte aus artgerechter Haltung mehr zu zahlen, oder es aus wirtschaftlichen Gründen nicht können. Zum anderen ist artgerechte Haltung aufgrund der gesteigerten Ansprüche wie Platzbedarf und naturnah gewachsenem Futter sowie einer geringeren Effizienz beispielsweise bei der Mast von Tieren teurer, da die Tiere sich ja hier ausschweifend bewegen dürfen und so langsamer an Gewicht und Fettgewebe zunehmen. Auch gestaltet sich das Einsammeln von Eiern und das Melken der Kühe zeitaufwändiger und umständlicher, da bei weniger eingeschränkten Tieren der Automatisierungsgrad geringer ist. Nach einer Analyse des Thünen-Instituts für Betriebswirtschaft erzielten die 403 zur Analyse herangezogenen ökologisch wirtschaftenden Testbetriebe im Wirtschaftsjahr (WJ) 2013/14 im Durchschnitt einen Gewinn plus Personalaufwand je Arbeitskraft (AK) von 32.709 €. Im Vergleich zum Vorjahr entspreche dies einem Anstieg von 6 %. „Ohne Öko-Prämie hätte der Gewinn unter sonst gleichen Bedingungen bei 25.422 € gelegen. […] Vergleichbare konventionelle Betriebe erzielten im WJ 2013/14 im Durchschnitt einen Gewinn plus Personalaufwand je AK von 36.255 €. Ihr Einkommen stieg gegenüber dem Vorjahr mit + 10 % deutlich an.“ Demnach läge das durchschnittliche Einkommen der Öko-Testbetriebe wie bereits im vorherigen Jahr unter dem Einkommen der konventionellen Vergleichsbetriebe.

## Kriterien für artgerechte Haltung

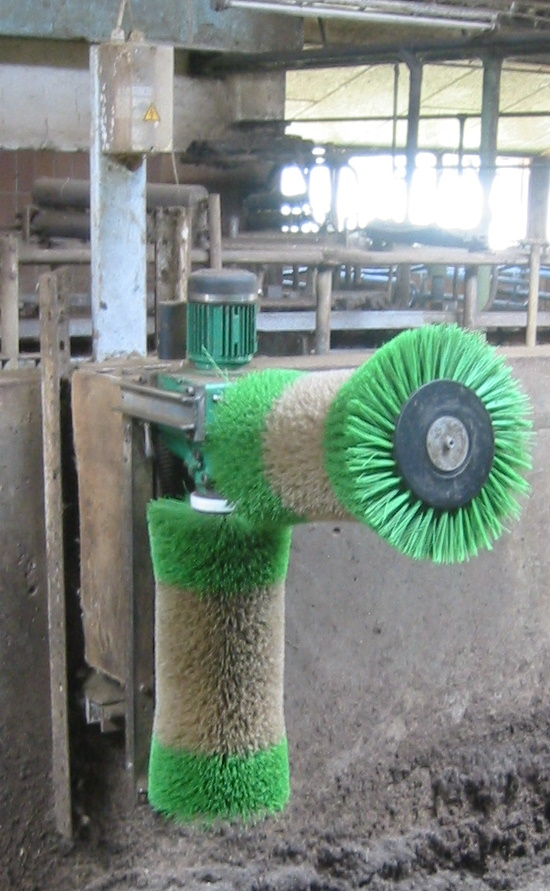
Hausrindmassagegerät

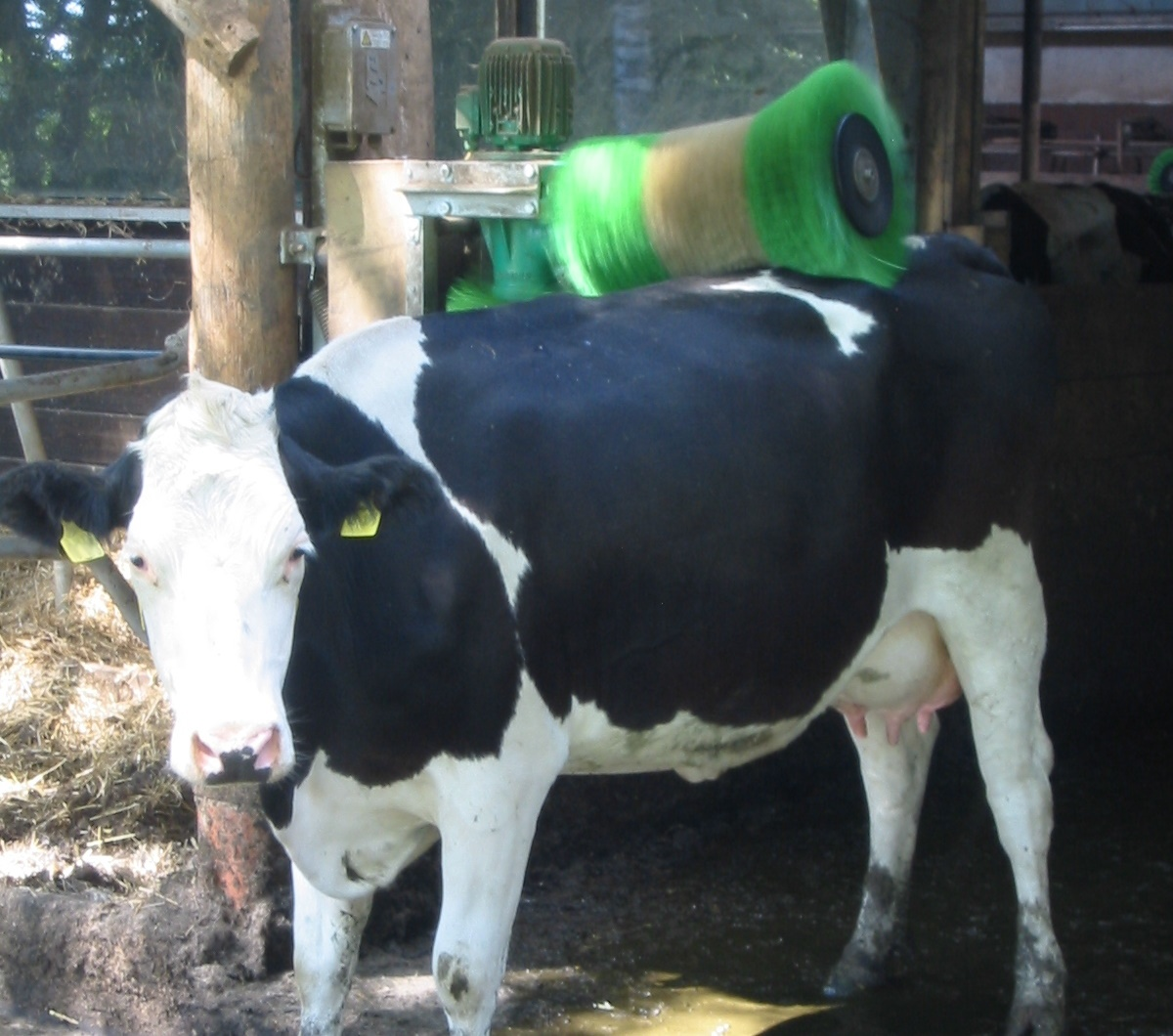
Hausrind unter Massagegerät

Es existiert keine geschützte Definition von „artgerechter Haltung“ und somit auch keine einheitliche Sammlung an Eigenschaften. Häufig genannte Kriterien sind:
- ein ausreichendes Platzangebot für jedes Tier, welches auch Rückzugsmöglichkeiten und weit reichenden Auslauf bietet
- voneinander getrennte Bereiche für Fressen, Defäkieren und Liegen
- ein der Tierart bestmöglich angepasstes Stallklima und ein Futterangebot, wie es das Tier auch im natürlichen Umfeld vorfinden würde, welches also seiner spezifischen Ernährungsphysiologie entspricht
- zusätzliche Beschäftigungs- und Pflegemöglichkeiten wie Massagegeräte, die durch die Tiere selbständig ausgelöst und genutzt werden können, um nicht mehr vorhandene Möglichkeiten beispielsweise des Schabens an Bäumen in freier Natur zu substituieren
- eine dem Sozialverhalten der Tiere entsprechende Größe und auch Paarhaltung der gehaltenen Tiergruppe
- eine an das Sehvermögen der Tiere angepasste Beleuchtung[13]

Des Weiteren sollte auch bei der Tötung der Tiere möglichst deren Würde nicht herabgesetzt und diese als Lebewesen respektiert werden. Die Klärung, ob und unter welchen Umständen eine Tötung mit Würde überhaupt möglich ist, ist Bestandteil der Tierethik und beispielsweise Bestandteil des luxemburgischen Tierschutzgesetzes.
Gemäß dem Tierschutzgesetz der Schweiz sollen durch tiergerechte Stalleinrichtungen haltungsbedingte Schäden und Krankheiten vermieden und das Wohlbefinden der Tiere gefördert werden. Deshalb benötigen serienmäßig hergestellte Schweizer Stalleinrichtungen und Aufstallungssysteme eine amtliche Bewilligung.

## Zertifizierung
Hersteller von Produkten, die von Tieren stammen, die innerhalb dieses Systems gezüchtet wurden, können bei der zuständigen Behörde eine „Zertifizierung des Tierglücks“ beantragen. Diese Zertifizierung bestätigt, dass die eingesetzten Verfahren den festgelegten Mindeststandards für die Lebensbedingungen der Tiere entsprechen.

## Kritik
Gegner jeglicher Nutztierhaltung sagen, dass Haltung nicht „artgerecht“ sein könne, da „artgerecht“ nur das Leben in Freiheit sei. Das Vokabular von Tierhaltern beschönige die Lebenssituation der gehaltenen Tiere. Die Haltung stehe unter dem Vorzeichen der Nutzung durch den Menschen. Ziel der Haltung sei nicht das vorgebliche Wohlbefinden der Tiere, sondern die Ausbeutung für Unterhaltung und Produkte (Nahrung, Kleidung).
In den USA dürfen Pferde bis zu 28 Stunden, in Kanada gar bis zu 36 Stunden ohne Wasser, Nahrung und Ruhepausen transportiert werden.